# إوز وردي القدمين

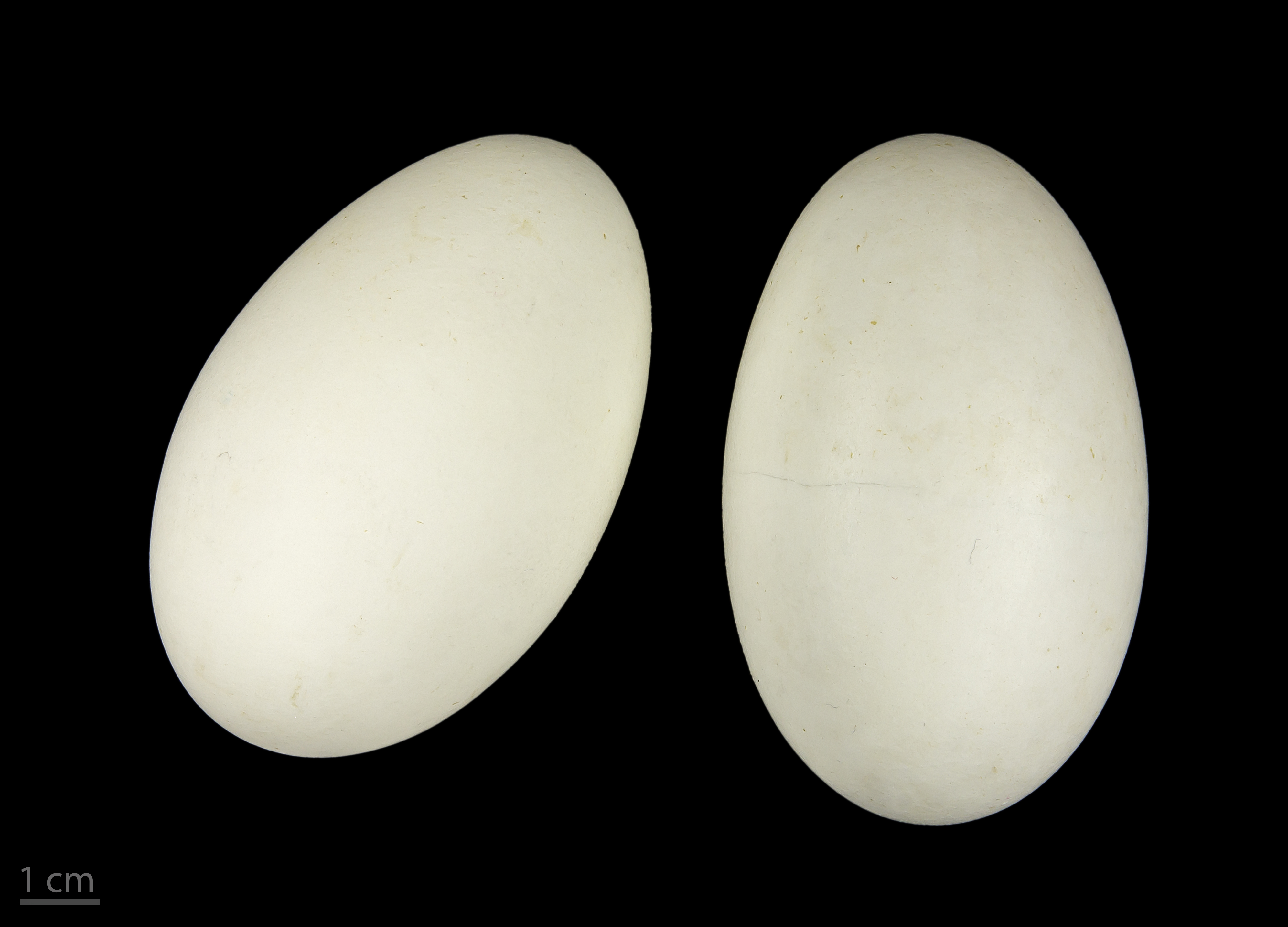
بيض الإوز وردي القدمين.

إوز وردي القدمين (الاسم العلمي: Anser brachyrhynchus) هو نوع من قبيلة إوزة.